# Michał Stankiewicz (wojskowy)
Michał Stankiewicz (ur. 1904 w Witebsku, zm. 1983 we Lwowie) – radziecki wojskowy polskiego pochodzenia, komendant Wojskowej Akademii Politycznej (1951–1954) odwołany do dyspozycji Naczelnego Dowództwa Armii Radzieckiej. W pracy dydaktycznej WAP, kładł nacisk na przezwyciężanie szkolarstwa i talmudyzmu w nauczaniu podstaw marksizmu-leninizmu.